# فريدريك ستيفنسون (لاعب كريكت)
فريدريك ستيفنسون (1871 في نيوزيلندا - 21 أبريل 1944 في نيوزيلندا) (بالإنجليزية: Frederick Stephenson)‏ هو لاعب كريكت نيوزلندي. لعب مع فريق كانتربري للكريكت ‏ وفريق أوتاغو للكريكت ‏ وWellington cricket team ‏.

## وصلات خارجية
- فريدريك ستيفنسون على موقع إي آس بي آن كريك إنفو (الإنجليزية)